# JaG-10
Der JaG-10 (russisch ЯГ-10) war ein dreiachsiger Lastkraftwagen des sowjetischen Herstellers Jaroslawski Gossudarstwenny Awtomobilny Sawod (kurz JaGAZ, ab 1933 Jaroslawski Awtomobilny Sawod, JaAZ). Er wurde von Ende 1931/Anfang 1932 bis 1940 in Serie hergestellt, wobei rund 330 Exemplare gebaut wurden. Das Fahrzeug, das oberhalb des ZIS-6 angesiedelt war, war einer der größten in Serie gebauten Lastwagen in der Sowjetunion seiner Zeit und wurde auch militärisch genutzt. Heute ist kein JaG-10 mehr erhalten.

## Fahrzeuggeschichte

Seitenansicht des gleichen Modells aus leicht geänderter Perspektive

Heckansicht

Frontansicht

### Entwicklung und Erprobung
Die Entwicklung des JaG-10 begann 1931. In diesem Jahr wurde bei JaGAZ in Jaroslawl bereits der zweiachsige Lkw Ja-5 gefertigt. Auf dessen Basis entstanden sechs Prototypen mit je zwei angetriebenen Hinterachsen, die das Werk am 7. November 1931 verließen. Wesentliche Änderungen gegenüber dem Ja-5 waren vor allem ein verstärkter Rahmen, eine veränderte Ladefläche und ein geändertes Fahrgestell. Letzteres musste an die zusätzliche Hinterachse angepasst werden, wobei als Vorbild entsprechende Konstruktionen der US-amerikanischen Moreland Motor Truck Company dienten. Außerdem wurden die Kardanwellen an die neue Achskonfiguration angepasst und die Bremsen überarbeitet. Die sechs Prototypen gingen an das Fahrzeugbauinstitut NATI zur Erprobung.
NATI nahm mit den Fahrzeugen verschiedene Tests vor. So gab es unterschiedliche Belastungsfahrten auf Straßen und im Gelände, bei denen diverse Mängel an Hinterachsen, Kardanwellen und der Wasserpumpe festgestellt wurden. Ein wiederkehrendes Problem waren unter Last gerissene Schrauben sowie unbrauchbare Kugellager. Die Erprobungen fanden vom 16. bis 27. November statt; zum Vergleich wurden zwei ausländische Dreiachser (ein dreiachsiger Ford AA und ein FWD von der US-amerikanischen Four Wheel Drive Auto Company) ebenfalls getestet. Am 28. November 1931 gingen die Fahrzeuge zur Überarbeitung zurück in die Fabrik.
Die Serienproduktion des Fahrzeugs begann nach den Tests und der Behebung der Probleme 1932. Dies stellte jedoch nicht das Ende der Versuche und Erprobungen dar. NATI entwickelte in den folgenden Jahren noch weitere Prototypen, die letztlich nicht in Serie gingen. Dazu gehörte der Zweiachser Ja-7 mit 5000 kg Nutzlast, ebenso wie der Zweiachser Ja-8 mit 7000 kg Nutzlast, beide aus den frühen 1930er-Jahren. Der Ja-8 hatte zudem einen größeren Radstand. Außerdem wurde mit dem Ja-9 im Jahr 1933 ein weiterer Dreiachser gefertigt, der dem JaG-10 stark ähnelte. Er war etwas kürzer gestaltet, die verwendeten Motoren wechselten aus verschiedenen Gründen mehrfach. Er wurde auch als Ja-9-D oder Ja-NATI-9 bezeichnet. Letztlich kam es nicht zu einer Serienfertigung. An den Maschinen wurden neben neuen Motoren auch Schneckengetriebe und andere technische Neuerungen erprobt. Zwei Prototypen wurden gebaut. Einer der letzten Prototypen vor dem Krieg war der optisch komplett umgestaltete JaG-7 von 1939.

### Serienproduktion
Die ersten Serienexemplare des JaG-10 wurden am 2. Februar 1932 in Moskau präsentiert. Das Fahrzeug wurde von diesem Zeitpunkt an neun Jahre gebaut, wobei sich die Produktionszahlen wie folgt gestalteten:
| Baujahr | 1932 | 1933 | 1934 | 1935 | 1936 | 1937 | 1938 | 1939 | 1940 | Summe |
| ------- | ---- | ---- | ---- | ---- | ---- | ---- | ---- | ---- | ---- | ----- |
| Anzahl  | 35   | 78   | 50   | 15   | 75   | 18   | 27   | 20   | 4    | 322   |

Zusätzlich wurden von 1938 bis 1940 noch zehn Lastwagen des Typs JaG-10M gefertigt, bei denen man einen stärkeren Motor mit 103 PS (76 kW) verbaute. Dieser wurde, wie auch die etwas schwächeren Motoren in der Grundversion des Lkw, von der Hercules Engine Company aus Amerika bezogen. Ein Prototyp verblieb bei NATI, womit insgesamt 333 Exemplare hergestellt wurden.
Die Produktionszahlen blieben über den gesamten Zeitraum hinweg gering. Dies lag nicht daran, dass man in der Sowjetunion keine Massenfertigung von Automobilen beherrschte. Einfache Konstruktionen wie der GAZ-AA oder der ZIS-5 wurden zu dieser Zeit zehntausendfach gebaut. Allerdings waren in der Sowjetunion der 1930er-Jahre Motoren der benötigten Leistungsklasse Mangelware. Dieses Problem hatte sich schon bei früheren Projekten wie dem Ja-6 gezeigt. Motoren, die es in Masse gab – wie das 40-PS-Triebwerk des GAZ-AA oder der 73-PS-Motor des ZIS-5 – waren zu schwach für die 15 Tonnen des JaG-10. Zwar gab es Versuche in dieser Richtung, sie lieferten jedoch durchweg keine verwertbaren Ergebnisse.
Da die Rote Armee und auch die Industrie dringend starke Lastwagen benötigten, wurden sämtliche verfügbaren Motoren, die von der Hercules Engine Company beschafft werden konnten, für den JaG-10 und ähnliche Typen bereitgestellt. Andere Fahrzeuge wie der Omnibus Ja-6 wurden aus der Produktion genommen. Trotzdem blieb die Verfügbarkeit der Sechszylinder mit sieben Litern Hubraum sehr schlecht. Auch gab es Versuche, Motoren von Continental zu beziehen, die aber ebenso erfolglos verliefen. Der Aufbau einer komplett eigenen Motorenproduktion scheiterte an mangelnder Fachkompetenz, obwohl es ernsthafte Bemühungen in dieser Richtung gab. Auch eine Lizenzproduktion wurde erwogen, aber nicht verwirklicht. Zudem waren insbesondere in den späteren Produktionsjahren viele Ressourcen des sowjetischen Motorenbaus und der Entwicklung an anderer Stelle gebunden. Es wurden alle Anstrengungen darauf ausgerichtet, passende Triebwerke für Kriegsgerät wie Flugzeuge und Panzer zu fertigen. Eine neue Motorenproduktion für die Automobilindustrie kam deshalb vor dem Krieg nicht mehr zu Stande.
1940 wurde die Fertigung des JaG-10 eingestellt. Das Werk baute fortan Kriegsgerät. Erst 1951 wurde mit dem JaAZ-210 wieder ein dreiachsiger Lastwagen in Jaroslawl gebaut.

### Modellvarianten, Einsatz und Verbleib
Der Lastwagen wurde grundsätzlich als Pritschenwagen gefertigt, wobei es auch Spezialaufbauten gab. Der Großteil der Fahrzeuge ging an die Armee, einige wurden auch zivil genutzt. Unter den zivilen Versionen gab es mindestens ein Fahrzeug mit Feuerwehraufbau, das auch den Zweiten Weltkrieg überstand und danach noch einige Zeit im Einsatz verblieb. Das Fahrzeug war 1934 speziell als Löschfahrzeug für die Ölfelder im Kaukasus in Leningrad gebaut worden. Es fasste nur 4500 l Wasser, da die verbaute Kreiselpumpe sehr schwer war. Zwei Herculesmotoren wurden eingesetzt, einer als Antrieb für das Fahrzeug, einer als Antrieb für die Pumpe.
Im Jahr 1932 entstand auf Basis des JaG-10 der allradgetriebene Vierachser JaG-12, von dem aber nur ein Prototyp gebaut wurde. Außerdem entstand der Omnibus JaA-2 „Gigant“ mit Platz für bis zu 100 Passagiere auf Basis eines verlängerten Fahrgestells des JaG-10. Der Bus mit 54 Sitzplätzen und 46 Stehplätzen wurde 1934 gebaut und blieb ebenfalls ein Prototyp.
Es existieren Fotografien eines Tankwagens „Promet“ auf Basis des JaG-10, der 8000 l Kraftstoff transportieren konnte.
Viele Fahrzeuge versah die Rote Armee mit der 76-mm-Flugabwehrkanone M1931 (3-K), wodurch die Selbstfahrlafette 76-mm-Fla-Sfl 29-K entstand. Die Lastwagen wurden unter anderem zur Verteidigung Moskaus eingesetzt. Statt der üblichen Pritsche wurde die Flak auf den Rahmen montiert, an den Seiten gab es klappbare Bordwände. Im Gefecht konnten diese heruntergeklappt werden und boten so Platz und die Möglichkeit das Geschütz zu drehen. Während der Fahrt reduzierten sie die Breite des Lastwagens.
Heute ist kein JaG-10 mehr erhalten. Die letzten Fahrzeuge wurden nach Ende des Zweiten Weltkriegs von der Armee ausgemustert und verschrottet. Das Löschfahrzeug ist nicht mehr existent. Der letzte Lkw des Typs JaG-10 war sehr wahrscheinlich der einzelne Prototyp, der bei NATI noch bis in die 1950er-Jahre vorhanden war und danach verschrottet wurde.

## Technische Daten
Für den Prototyp des JaG-10 mit Pritsche von 1931. Verschiedene Daten änderten sich über die Produktionszeit hinweg geringfügig.
- Motor: Ottomotor, 6 Zylinder in Reihe
- Motortyp: Hercules YXC
- Leistung: 93,5 PS (68 kW)
- Hubraum: 7022 cm³
- Tankinhalt: 177 l Benzin
- Verbrauch: 64 l/100 km (Straße); 80 l/100 km (Gelände)
- Reichweite: 275 km (Straße); 220 km (Gelände)
- Getriebe: mechanisches Vierganggetriebe
- Getriebetyp: Brown-Lipe-554
- Höchstgeschwindigkeit: 42 km/h
- Antriebsformel: 6×4

Abmessungen und Gewichte
- Länge: 6970 mm
- Breite: 2470 mm
- Höhe: 2550 mm
- Radstand: 4200 mm
- Bodenfreiheit: 420 mm
- Leergewicht: 6800 kg
- Zuladung: 8000 kg (Straße); 5000 kg (Gelände)
- Zulässiges Gesamtgewicht: 14.800 kg
- maximal befahrbare Steigung: 20°
- maximal befahrbares Gefälle: 15°
- überschreitbare Grabenweite: 0,65 m
- Sitzplätze: 3 in der Kabine, bis zu 30 auf der Ladefläche
- Wendekreis: 19,4 m